# Rómulo Otero
Rómulo Otero Vásquez (El Tigre, Anzoátegui, 9 de noviembre  de 1992) es un futbolista venezolano que juega como mediocampista ofensivo en el Club Nacional de Football de la Primera División Uruguaya. Es internacional con la selección de fútbol de Venezuela.
Debutó con la selección de fútbol de Venezuela el 23 de marzo de 2013 contra Argentina y anotó su primer gol con la selección el 11 de septiembre del mismo año ante Perú.

## Biografía

### Inicios
Es hijo de Rómulo Otero Córdoba, ya fallecido, que militó en el fútbol venezolano a finales de la década de 1980' y comienzos de la 90'. Su padre llegó al Atlético San Cristóbal, para después pasar por otros equipos venezolanos. Cuando este falleció, su familia pasó por una crisis económica, por lo que su hijo, Rómulo Otero Vásquez, fue mandado por su madre a vivir con Horacio Cárdenas, quien anteriormente fue defensa central de Portuguesa, Zamora, y el Deportivo Táchira Su maestro es Alejandro Trejo.
Rómulo le atribuye a su padre adoptivo su forma de jugar. De niño lo inscribieron en la Escuelita San Tomé de El Tigre. Cuando tenía 15 años, fue a probar suerte con el Caracas Fútbol Club. Otero quedó en la sub-17 del equipo, sin embargo, a su hermano Horacio Cárdenas no lo aceptaron en la categoría sub-20. Su padre le preguntó si se quería devolver a El Tigre junto con su familia, Rómulo rechazó la petición.
Tras un largo proceso de adaptación viviendo solo, pasó de jugar con la sub-17 hasta llegar a segunda división con el Caracas Fútbol Club "B".

### Caracas Fútbol Club
En la primera jornada del Torneo Apertura 2009, reprogramada para el 3 de septiembre por problemas en el Estadio Olímpico de la UCV, Rómulo Otero, con tan solo 16 años, debuta con el equipo mayor del Caracas al haber entrado al minuto 66 por Jesús 'La Pulga' Gómez, en el empate 1-1 contra el Llaneros de Guanare. Durante esta temporada fue convocado en algunas ocasiones por Noel Sanvicente y al final de la temporada por Ceferino Bencomo. Logró su primer título como profesional, el 30 de mayo de 2010 tras vencer al Deportivo Táchira 1-4.
En la temporada 2010-2011 disputa 365 minutos. Tres partidos como titular, en los cuales se encuentra un gol ante el Zamora Fútbol Club tras un centro raso de Luis Zapata que Otero empeinó con la pierna izquierda.
Su primera experiencia internacional se produce en la Copa Libertadores Sub-20 de 2011, disputada en Lima. Fue el más destacado y desequilibrante del equipo, sin embargo, su equipo finalizó último en su grupo.
La siguiente temporada, 'El Escorpión' va de a poco tomando más participación con el Caracas. Quince partidos de los cuales siete entra desde el principio. Su único gol se produjo el 8 de febrero de 2012, tras un tiro libre en el minuto 93 ante Llaneros de Guanare que le daría la victoria a su equipo por un 1-0.
La campaña 2012-2013 haría eclosionar a Rómulo Otero. Tras haber sido tomado como recambio durante los primeros tres partidos del año, le tocaría ser titular contra el Deportivo Lara el 23 de septiembre, después de haber estado perdiendo 1-0, Otero marcó dos tantos de tiro libre en el minuto 68 y 73, dándole así, la victoria a su equipo. A partir de ahí, jugó casi todos los partidos del Apertura. Se dio a conocer más aún en la Copa Libertadores 2013, donde tomó la batuta ofensiva del equipo. Sus destacadas actuaciones contra el Grêmio de Porto Alegre provocaron su interés, sin embargo, las negociaciones cayeron. Disputar todos los minutos posibles de la Libertadores, no fueron suficientes para que su equipo pasara de la fase de grupos. Finalizó la temporada con veintinueve partidos disputados, ocho de ellos entrando desde banquillo y con cuatro goles.
Ya para la temporada 2013-2014, Otero, asumiría el cargo de subcapitán del equipo, después de Alain Baroja. En el primer semestre logra la Copa Venezuela 2013 tras vencer al Deportivo Táchira en la final. Finaliza la temporada 2013-2014 con 30 partidos y 6 goles, acariciando su primera expulsión, tras doble amonestación, el 15 de diciembre de 2013 ante Deportivo Anzoátegui.
La llegada de Miguel Mea Vitali al plantel avileño lo relevaría al tercer puesto de capitán. Anotó su primer gol en torneos internacionales el 17 de septiembre de 2014 ante el Deportivo Capiatá, gol que puso el marcador 1-1 como visitante y pudo significar el primer pase de un equipo venezolano a octavos de final de Copa Sudamericana.
Tras un fallido Apertura, donde acabarían de tercer lugar, su equipo arrancaba con buen pie el siguiente torneo corto. El 8 de febrero de 2015 era el turno de jugar en Maracay contra el Aragua Fútbol Club; Rómulo y otros jugadores caraqueños venían de jugar a mitad de semana con la Selección. La fatiga hizo mella y tras una patada de un jugador rival, sale lesionado en el minuto 36'. Se cae de compromisos con la selección y un mes de baja. Vuelve como suplente el 5 de marzo ante Zamora Fútbol Club, donde es ovacionado por su público. Diez días después, entraría nuevamente sustituido ante Tucanes de Amazonas y anotaría el gol del definitivo 0-1. Jugaría su último partido de la temporada, a los cuatro días, contra Deportivo Anzoátegui, como titular y siendo sustituido al minuto 54'. Salió resentido de la lesión y se examinaría una posible operación, la cual fue llevada a cabo el 15 de abril, perdiéndose de esta manera el resto de la temporada y la Copa América 2015. A pesar de los 22 partidos disputados, Otero alcanzó su cifra récord en anotaciones, llegando a 8 goles. Su equipo perdió el campeonato en la última jornada contra Deportivo Táchira.

### Club Deportivo Huachipato
Antes del inicio del Torneo Adecuación 2015 en Venezuela había fuertes rumores que vinculaban a Otero en Huachipato de la Primera División de Chile, mientras el jugador se recuperaba de una rebelde y grave lesión en su pie izquierdo, lo que implicaba una arriesgada apuesta por parte de la dirigencia chilena para llevarlo a ese país y que terminara allá su recuperación, la cual era puesta en duda por los medios. La noticia se hizo oficial el 3 de agosto por parte del equipo de Caracas oficializando así cesión de Otero por un año con opción de compra por parte del equipo chileno. Le fue otorgado el número 10 en la camiseta oficial.
El 7 de agosto de 2015 se produce su debut en el Estadio CAP, en el encuentro correspondiente a la segunda fecha del Torneo Apertura 2015 que se disputaba en Chile contra Deportes Iquique. Otero, ve el comienzo del partido desde el banquillo e ingresa al terreno de juego al minuto 59' cuando su equipo perdía. Trece minutos después el venezolano pone el tanto del empate y a cinco del final asiste la remontada en un tiro de esquina. El día 12 de agosto, 5 días después de su debut en Huachipato, en partido ante Olimpia de Paraguay por Copa Sudamericana, Rómulo ingresa al campo de juego desde el banquillo y sale lesionado, nuevamente del pie izquierdo, tan solo 23 minutos después de su ingreso, lo que hizo revivir todas las dudas que existían sobre la recuperabilidad de su lesión. Dos meses después, el 11 de octubre, volvería a ver acción ante Universidad de Concepción, donde comenzó a tener minutos de juego, nuevamente. De ahí en más, el jugador comenzó a regresar lentamente desde el banquillo a la titularidad en el equipo. La llegada de Miguel Ponce como nuevo Director Técnico de Huachipato le permitió a Rómulo tener mayor continuidad, mejorar su juego y convertirse en uno de los jugadores más destacados del equipo y del campeonato chileno, lo que lo llevaría a dar el siguiente paso en su carrera.

### Atlético Mineiro
El 12 de julio de 2016, Otero es cedido por Huchipato en préstamo por 1 año al Atlético Mineiro de Brasil. Tras 8 meses de su préstamo, en abril del 2017 el equipo brasileño satisfecho con la actuación del "escorpión" ejerce la opción de compra impuesta por Huachipato, pagando así el 50% restante del valor de su ficha y vinculando al futbolista hasta 2020 con el Atlético Mineiro.

### SC Corinthians
El 24 de agosto de 2020 se hace oficial su llegada a préstamo al S.C Corinthians del Brasileirao por un año hasta 2021. El 17 de septiembre marca su primer gol con la camiseta del Timao en un duelo correspondiente al Brasileirao 2020 frente a Bahía.

### Aucas
En la temporada 2023, llegó para reforzar a la Sociedad Deportiva Aucas de César Farías de cara a la Copa Libertadores 2023, participando de manera positiva frente a Flamengo en el primer partido del equipo en esta competición internacional al vencer 2-1 mediante una remontada y dando una asistencia, y posteriormente, marcando un gol y dando una asistencia en su debut en la liga.

## Selección nacional
Las ganas de llorar arrebataron a Otero en el camerino del Caracas, cuando un compañero mencionó su nombre mientras leía la lista de convocados para los partidos de Eliminatorias ante Argentina y Colombia.
Debutó con la Selección de Venezuela el 23 de marzo de 2013 ante Argentina en el Estadio Monumental, tras ingresar en el minuto 57 en la derrota de su equipo de 3-0. Durante el tiempo que jugó, Oteró falló dos claras ocasiones.
Jugaría un minuto en el partido amistoso frente a El Salvador, donde la prisa por hacer algo importante, provocó la pérdida de dos balones. Disputaría su segundo partido oficial contra Chile cuando entró a once minutos del final para intentar aminorar la derrota de 3-0. Marca su primer gol con la selección nacional el 11 de septiembre de 2013 ante Perú en el minuto 77 tras un pase de Yohandry Orozco que Otero finalizaría con un tiro colocado y raso desde la media luna. Con chances escasas de ir al Mundial, César Farías apostaría por Otero desde el principio para intentar golear a la Selección de Paraguay en el último partido, sin embargo, la defensa albirroja evitó algo más del 1-1.
El 6 de marzo de 2014 anotaría gol de tiro libre ante Honduras en San Pedro Sula.
El 24 de marzo de 2016 anotaría su segundo gol en eliminatorias mundialistas con Venezuela ante Perú de penal, después frente a Chile en el Estadio La Carolina de Barinas marcó su tercer gol con la absoluta de Venezuela, Otero disparó potente y venció al portero rival con un espectacular gol de tiro libre.

### Goles internacionales
| Gol | Fecha                   | Sede                                                       | Oponente | Marcador | Resultado | Competencia                     |
| --- | ----------------------- | ---------------------------------------------------------- | -------- | -------- | --------- | ------------------------------- |
| 1.  | 6 de septiembre de 2013 | Estadio José Antonio Anzoategui, Puerto La Cruz, Venezuela | Perú     | 3 – 1    | 3 – 2     | Eliminatorias Mundialistas 2014 |
| 2.  | 5 de marzo de 2014      | Estadio Olímpico Metropolitano, San Pedro Sula, Honduras   | Honduras | 1-1      | 2 – 1     | Amistoso                        |
| 3.  | 24 de marzo de 2016     | Estadio Nacional, Lima, Perú                               | Perú     | 1 – 0    | 2 – 2     | Eliminatorias Mundialistas 2018 |
| 4.  | 29 de marzo de 2016     | Estadio Agustín Tovar, Barinas, Venezuela                  | Chile    | 1 – 0    | 1 – 4     | Eliminatorias Mundialistas 2018 |
| 5.  | 10 de noviembre de 2016 | Estadio Monumental de Maturín, Maturín, Venezuela          | Bolivia  | 5 – 0    | 5 – 0     | Eliminatorias Mundialistas 2018 |
| 6.  | 23 de marzo de 2017     | Estadio Monumental de Maturín, Maturín, Venezuela          | Perú     | 2 - 0    | 2 - 2     | Eliminatorias Mundialistas 2018 |

### Copa América
| Copa América            | Sede           | Resultado        | Partidos | Goles |
| ----------------------- | -------------- | ---------------- | -------- | ----- |
| Copa América Centenario | Estados Unidos | Cuartos de final | 3        | 0     |
| Copa América 2021       | Brasil         | Primera Ronda    | 1        | 0     |

## Estadísticas

### Clubes
Actualizado al último partido jugado al 24 de noviembre de 2024.
| Club | Div.          | Temporada     | Liga  | Liga  | Liga   | Regional(1) | Regional(1) | Regional(1) | Copas nacionales(2) | Copas nacionales(2) | Copas nacionales(2) | Torneos internacionales(3) | Torneos internacionales(3) | Torneos internacionales(3) |       | Total(4) | Total(4) | Total(4) | Media goleadora |
| Club | Div.          | Temporada     | Part. | Goles | Asist. | Part.       | Goles       | Asist.      | Part.               | Goles               | Asist.              | Part.                      | Goles                      | Asist.                     | Part. | Goles    | Asist.   |          | Media goleadora |
| --- | ------------- | ------------- | ----- | ----- | ------ | ----------- | ----------- | ----------- | ------------------- | ------------------- | ------------------- | -------------------------- | -------------------------- | -------------------------- | ----- | -------- | -------- | -------- | --------------- |
| Caracas F. C. · Venezuela | 1.ª           | 2009-10       | 3     | 0     | 2      | -           | -           | -           | -                   | -                   | -                   | -                          | -                          | -                          | 3     | 0        | 2        | 0        |                 |
| Caracas F. C. · Venezuela | 1.ª           | 2010-11       | 9     | 1     | 2      | -           | -           | -           | -                   | -                   | -                   | 1                          | 0                          | -                          | 10    | 1        | 2        | 0.1      |                 |
| Caracas F. C. · Venezuela | 1.ª           | 2011-12       | 15    | 1     | 2      | -           | -           | -           | -                   | -                   | -                   | 2                          | 0                          | -                          | 17    | 1        | 2        | 0.06     |                 |
| Caracas F. C. · Venezuela | 1.ª           | 2012-13       | 29    | 4     | 2      | -           | -           | -           | -                   | -                   | -                   | 6                          | 0                          | 2                          | 35    | 4        | 4        | 0.11     |                 |
| Caracas F. C. · Venezuela | 1.ª           | 2013-14       | 30    | 6     | 1      | -           | -           | -           | -                   | -                   | -                   | 2                          | 0                          | -                          | 32    | 6        | 1        | 0.19     |                 |
| Caracas F. C. · Venezuela | 1.ª           | 2014-15       | 22    | 8     | 5      | -           | -           | -           | -                   | -                   | -                   | 4                          | 1                          | 1                          | 26    | 9        | 6        | 0.35     |                 |
| Caracas F. C. · Venezuela | Total club    | Total club    | 108   | 20    | 14     | -           | -           | -           | -                   | -                   | -                   | 18                         | 1                          | 3                          | 126   | 21       | 17       | 0.17     |                 |
| C. D. Huachipato · Chile | 1.ª           | 2015-16       | 21    | 8     | 10     | -           | -           | -           | 1                   | 0                   | 0                   | 1                          | 0                          | 0                          | 23    | 8        | 10       | 0.35     |                 |
| C. D. Huachipato · Chile | Total club    | Total club    | 21    | 8     | 10     | -           | -           | -           | 1                   | 0                   | 0                   | 1                          | 0                          | 0                          | 23    | 8        | 10       | 0.35     |                 |
| Atlético Mineiro · Brasil | 1.ª           | 2016          | 13    | 2     | 3      | -           | -           | -           | 5                   | 1                   | -                   | -                          | -                          | -                          | 18    | 3        | 3        | 0.17     |                 |
| Atlético Mineiro · Brasil | 1.ª           | 2017          | 28    | 8     | 2      | 13          | 3           | 1           | 4                   | 1                   | -                   | 8                          | 1                          | 1                          | 53    | 13       | 3        | 0.25     |                 |
| Atlético Mineiro · Brasil | 1.ª           | 2018          | 7     | 1     | -      | 12          | 0           | 6           | 7                   | 3                   | -                   | 2                          | -                          | -                          | 28    | 4        | 6        | 0.14     |                 |
| Atlético Mineiro · Brasil | 1.ª           | 2019          | 20    | 3     | 1      | -           | -           | -           | 2                   | -                   | -                   | 5                          | -                          | 1                          | 27    | 3        | 2        | 0.11     |                 |
| Atlético Mineiro · Brasil | 2020          | -             | -     | -     | 5      | 1           | 1           | 1           | -                   | -                   | 1                   | 1                          | -                          | 7                          | 2     | 1        | 0.29     |          |                 |
| Total club | Total club    | 68            | 14    | 6     | 30     | 4           | 8           | 19          | 5                   | -                   | 16                  | 2                          | 2                          | 133                        | 25    | 16       | 0.19     |          |                 |
| S. C. Corinthians · Brasil | 1.ª           | 2020          | 24    | 2     | 1      | -           | -           | -           | 1                   | 0                   | 0                   | -                          | -                          | -                          | 25    | 2        | 1        | 0.08     |                 |
| S. C. Corinthians · Brasil | 1.ª           | 2021          | 0     | 0     | 0      | 11          | 1           | 1           | 2                   | 1                   | 0                   | 4                          | 0                          | 0                          | 17    | 2        | 1        | 0.12     |                 |
| S. C. Corinthians · Brasil | Total club    | Total club    | 24    | 2     | 1      | 11          | 1           | 1           | 3                   | 0                   | 0                   | 4                          | 0                          | 0                          | 42    | 4        | 2        | 0.1      |                 |
| C. F. Cruz Azul · México | 1.ª           | 2021          | 3     | 0     | 0      | -           | -           | -           | 0                   | 0                   | 0                   | 2                          | 0                          | 0                          | 5     | 0        | 0        | 0        |                 |
| C. F. Cruz Azul · México | 1.ª           | 2022          | 4     | 0     | 0      | -           | -           | -           | 0                   | 0                   | 0                   | 1                          | 1                          | 0                          | 5     | 1        | 0        | 0        |                 |
| C. F. Cruz Azul · México | Total club    | Total club    | 7     | 0     | 0      | 0           | 0           | 0           | 0                   | 0                   | 0                   | 2                          | 0                          | 0                          | 10    | 1        | 0        | 0        |                 |
| S. D. Aucas · Ecuador | 1.ª           | 2023          | 25    | 2     | 3      | -           | -           | -           | 0                   | 0                   | 0                   | 6                          | 2                          | 1                          | 31    | 4        | 4        | 0.13     |                 |
| S. D. Aucas · Ecuador | Total club    | Total club    | 25    | 2     | 3      | 0           | 0           | 0           | 0                   | 0                   | 0                   | 6                          | 2                          | 1                          | 31    | 4        | 4        | 0.13     |                 |
| Santos F. C. · Brasil | 2.ª           | 2024          | 37    | 5     | 2      | 14          | 3           | 3           | 0                   | 0                   | 0                   | 0                          | 0                          | 0                          | 51    | 8        | 5        | 0.16     |                 |
| Santos F. C. · Brasil | Total club    | Total club    | 37    | 5     | 2      | 14          | 3           | 3           | 0                   | 0                   | 0                   | 0                          | 0                          | 0                          | 51    | 8        | 5        | 0.16     |                 |
| Nacional · Uruguay | 1.ª           | 2025          | 9     | 2     | 0      | -           | -           | -           | 1                   | 0                   | 0                   | 1                          | 0                          | 0                          | 11    | 2        | 0        | 0.18     |                 |
| Nacional · Uruguay | Total club    | Total club    | 9     | 2     | 0      | 0           | 0           | 0           | 1                   | 0                   | 0                   | 1                          | 0                          | 0                          | 11    | 2        | 0        | 0.18     |                 |
| Total carrera | Total carrera | Total carrera | 299   | 53    | 36     | 55          | 8           | 12          | 24                  | 5                   | 0                   | 48                         | 4                          | 6                          | 426   | 72       | 54       | 0.16     |                 |
| (1) Incluye datos del Campeonato Mineiro y de la Copa Paulista. (2) Incluye datos de Copa Chile, Copa de Brasil y Supercopa Uruguaya. (3) Incluye datos de Copa Libertadores y Copa Sudamericana. (4) No incluye goles en partidos amistosos. |               |               |       |       |        |             |             |             |                     |                     |                     |                            |                            |                            |       |          |          |          |                 |

## Palmarés

### Campeonatos regionales
| Título             | Equipo           | Región       | Año  |
| ------------------ | ---------------- | ------------ | ---- |
| Campeonato Mineiro | Atlético Mineiro | Minas Gerais | 2017 |
| Campeonato Mineiro | Atlético Mineiro | Minas Gerais | 2020 |

### Campeonatos nacionales
| Título             | Equipo                    | País      | Año     |
| ------------------ | ------------------------- | --------- | ------- |
| Primera División   | Caracas Fútbol Club       | Venezuela | 2009-10 |
| Copa Venezuela     | Caracas Fútbol Club       | Venezuela | 2013    |
| Serie B            | Santos Futebol Clube      | Brasil    | 2024    |
| Supercopa Uruguaya | Club Nacional de Football | Uruguay   | 2025    |